# Драгоје Ђенадер
Драгоје Ђенадер (Босанска Градишка, 26. децембар 1930 — Сарајево, 9. фебруар 1986) био је српски композитор.

## Биографија
Драгоје Ђенадер је рођен 26.12.1930. у селу Милошево Брдо код Градишке (Босанска крајина). Ратне страхоте 1941-1945. преживео је у логорима Јасеновац где му је страдала породица.. Ослобођење земље је дочекао у дому за слепу и слабовиду децу у Земуну и ту стиче прва музичка сазнања учећи клавир. 1946. године долази у Сарајево где се уписује у средњу музичку школу. Ту, као врло даровит ученик, скреће на себе пажњу професора, те на подстрек композитора Бориса Папандопула, пише своје прве радове. Завршава Вишу педагошку школу 1955. године, а када је у Сарајеву основана Музичка академија, и њу уписује и завршава 1959. године. За све време образовања уз рад је и компоновао. Од 1959. до 1965. радио је као професор на Вишој педагошкој школи у Сарајеву, а затим прелази у Земун у Војну музичку школу где остаје до 1972. Тад се враћа у Сарајево, уписује поново Музичку академију, али сада одсек композиције код професора Војина Комадине и са великим успехом дипломира.
Као извориште за свој стваралачки опус, Драгоје Ђенадер узима фолклор, понекад као цитат, али чешће као инспирацију и духовно полазиште. Савремени звуковни сензибилитет даје темама инспирисаним фолклором нове карактеристике.
У стваралаштву композитора Драгоја Ђенадера значајно место заузимају хорска музика, оркестарска музика, дела камерне и солистичке музике, као и велики број клавирских композиција.
Умро је у Сарајеву 1986. године.

## Стваралачки опус
- Дует за две трубе (1957)
- Пет композиција за клавир (1960)
- Поиграјте, за мешовити хор (1962)
- Чаројице, за мешовити хор (1963)
- Ганге, за мешовити хор (1965)
- Крајишке игре за клавир (1966)
- Игре за виолончело и клавир (1965)
- 3 сонатине за клавир (1965)
- Мисао – 7 песама за глас и клавир (1965)
- Песме за глас и клавир 1966, Мир, Последњи осмех, Жетелац минута, Ко ме ту звао
- Вињете за клавир (1965/70)
- Сонатина за кларинет и клавир (1967)
- Соната за виолину и клавир (1971)
- 12. етида за клавир (1971)
- Сонатина за контрабас и клавир (1971)
- Гудачки трио за две виолине и виолончело (1972)
- Први гудачки квартет (1972)
- Други гудачки квартет (1974)
- Квартет ин Б за Виолину, Виолу, Кларинет ин Б и Тромбон, (1972)
- Тужбалице за сином – (29. 03. 1972)
- Прва симфонија за гудачки оркестар – у. к. (1973)
- Друга симфонија - за велики оркестар (1972, незавршено)
- Сеоски мотиви за 2 флауте, кларинет ин Б и клавир (1972)
- Сонатина за гудачки оркестар (1972)
- Дувачки трио за флауту, кларинет ин Б и фагот (1973)
- Оста град, за мешовити хор и симф. оркестар (а дуе) (1973)
- Концерт за виолину и оркестар (1973)
- Републици – масовна песма за мешовити хор и велики симф. оркестар (1974)
- Цонцерто да цамера, кларинет ин Б и гудачки оркестар, (1974)
- Три става за камерни ансамбл, (флаута пиколо, кларинет ин Б, Виолина И и ИИ, виола, контрабас и клавир)(1973)
- Дувачки трио за Флауту, Кларинет ин Б и Фагот (1973)
- Етиде за клавир (1971)
- Соната за кларинет ин Б и клавир (1974)
- Гудачки трио за две виолине и виолончело,(1974)
- У колу о сватовима за мешовити хор (1976)
- Романијо високога виса, тема са варијацијама за клавир (1976)
- Ругалице, за мешовити хор (1977)
- Војничке песме, за мешовити хор (1977)
- Песми, за алт (или баритон) и клавир (1977)
- Скерцо за гудаче (1980)
- Концерт за кларинет и оркестар (1979)
- 50. комада за младе пијанисте (1981)
- Соната за клавир (1984)
- Минијатуре за фагот и клавир (1986)

## Награде
Прва симфонија – трећа награда на конкурсу РТВ у Подгорици 
Ругалице (за мешовити хор) – прва награда у Неготину 1970. године на Мокрањчевим данима.